# Jorge Faini

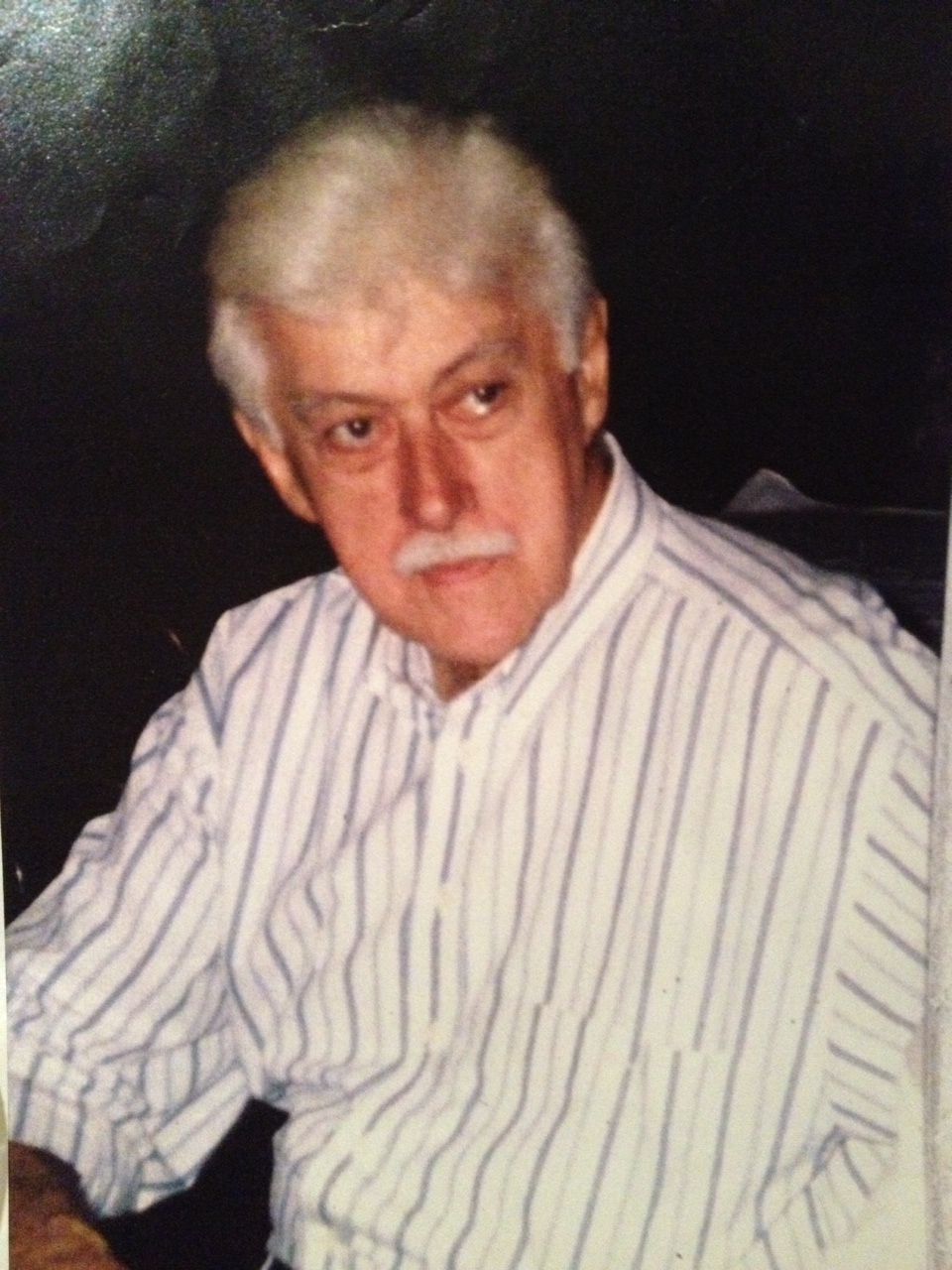
Violinista da Orquestra Sinfônica Brasileira Jorge Faini

Georges André Laur de Faini, mais conhecido como Jorge Faini (13 de dezembro de 1922 — Rio de Janeiro, 28 de junho de 1997), foi um violinista nascido na Argentina e naturalizado brasileiro. Filho de mãe francesa e pai italiano, Jorge teve seu nome alterado ao se naturalizar brasileiro. Seu pai era o famoso maestro Giuseppe Faini que, no Brasil, passou a chamar-se José Faini, tendo criado o hino da cidade do Rio Grande, onde há uma rua que leva seu nome.

## Biografia
Apesar formado em Economia, sua vida foi dedicada à música. Foi violinista da Orquestra Sinfônica Brasileira. Gravou com compositores e intérpretes da música brasileira como Roberto Carlos, Elis Regina, Ney Matogrosso, Maria Bethânia, Chico Buarque, Guilherme Arantes e Milton Nascimento.
Era tio da atriz Suzana Faini.
Faleceu no Rio de Janeiro aos 74 anos, vítima de câncer. No dia de seu falecimento, a Orquestra Sinfônica Brasileira prestou-lhe uma homenagem durante apresentação no Teatro Municipal do Rio de Janeiro.